# Clitocybe umbilicata
Clitocybe umbilicata är en svampart som först beskrevs av Jakob Christan Schaeffer, och fick sitt nu gällande namn av Paul Kummer 1871. Clitocybe umbilicata ingår i släktet Clitocybe och familjen Tricholomataceae.   Inga underarter finns listade i Catalogue of Life.